# Szczwół plamisty
Szczwół plamisty (Conium maculatum L.) – gatunek trującej rośliny z rodziny selerowatych (Apiaceae Lindl.). Nazwy potoczne: pietrasznik plamisty, psia pietruszka, świńska wesz, weszka, szaleń plamisty i inne.

## Rozmieszczenie geograficzne
Występuje w północnej Afryce (od Maroka po Libię oraz w Etiopii), w zachodniej Azji (sięgając na wschodzie po zachodnie krańce Chin i Indii) oraz w niemal całej Europie bez jej północnych krańców. Jako gatunek zawleczony i zdziczały występuje w Norwegii i na Wyspach Brytyjskich, na Syberii, w Japonii, w południowej Afryce, w Australii i Nowej Zelandii, w Ameryce Północnej, Środkowej i Południowej. 
W polskiej florze jest archeofitem rozpowszechnionym na całym obszarze kraju, ale nierównomiernie – rzadki jest np. na obszarach górskich i Wyżynie Małopolskiej, a częściej spotykany w województwie lubelskim, zachodniej części zachodniopomorskiego i lubuskiego.

## Morfologia

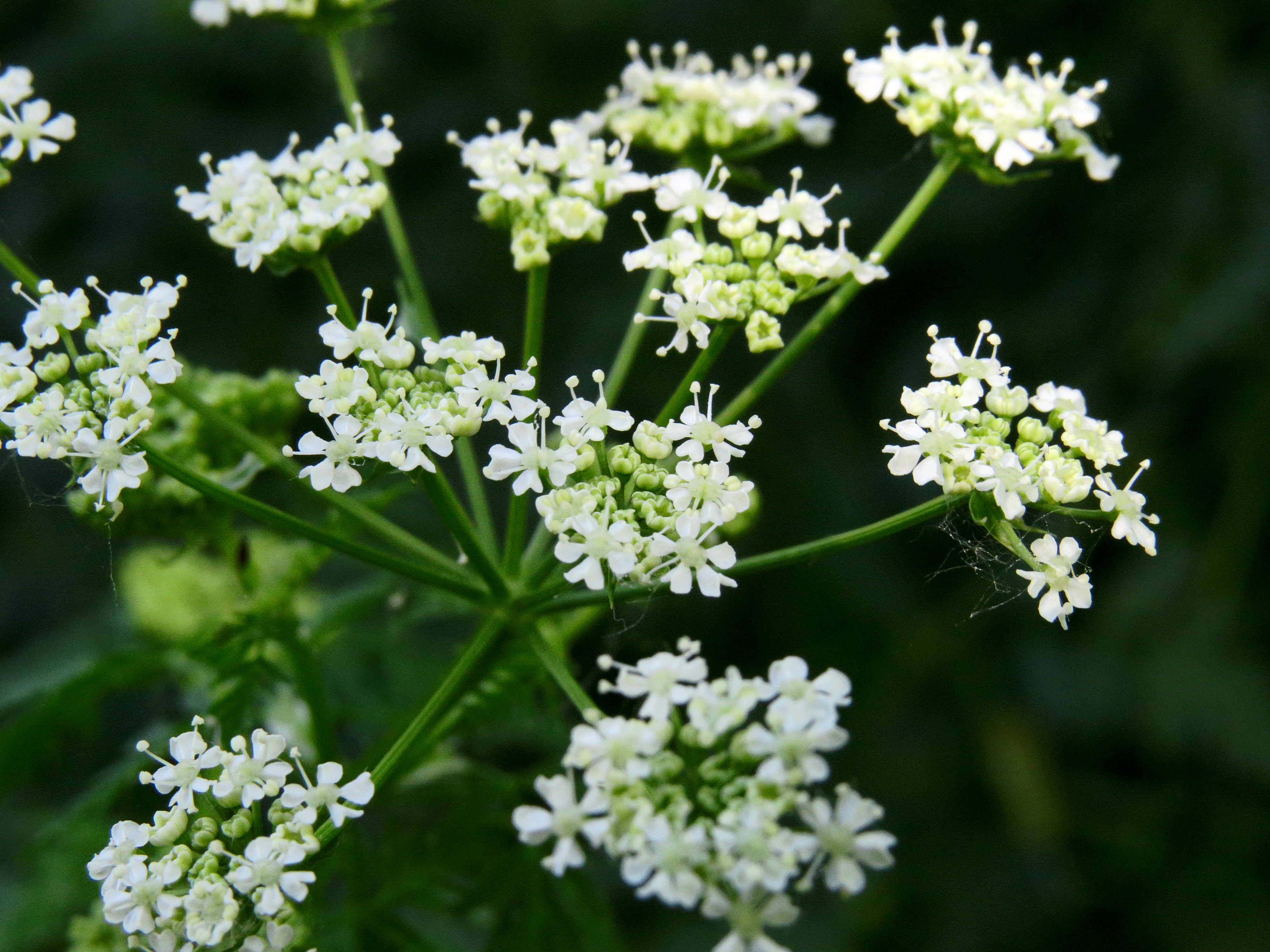
Kwiatostan

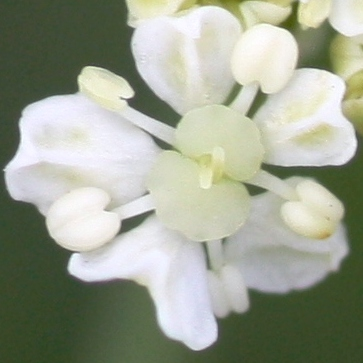
Kwiat

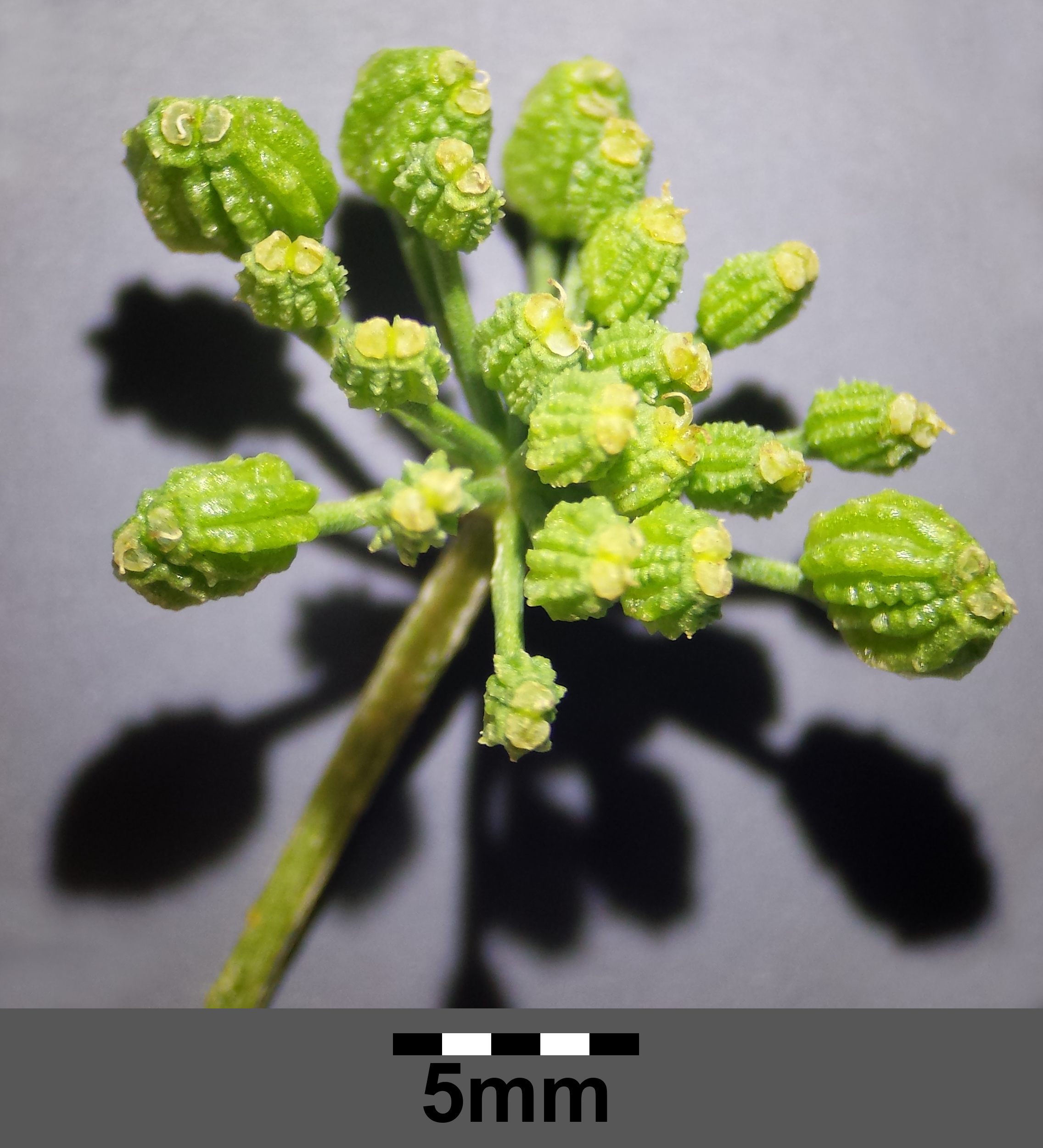
Owoce

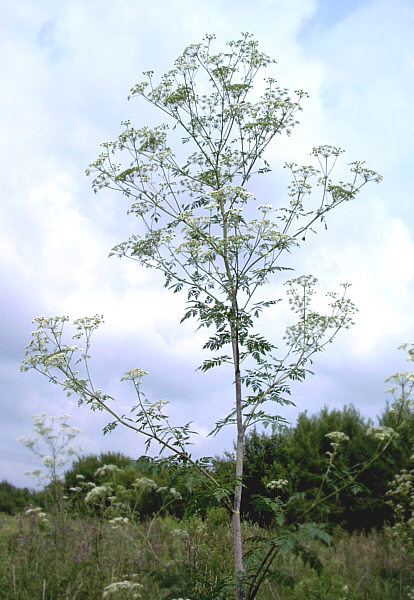
Pokrój rośliny kwitnącej

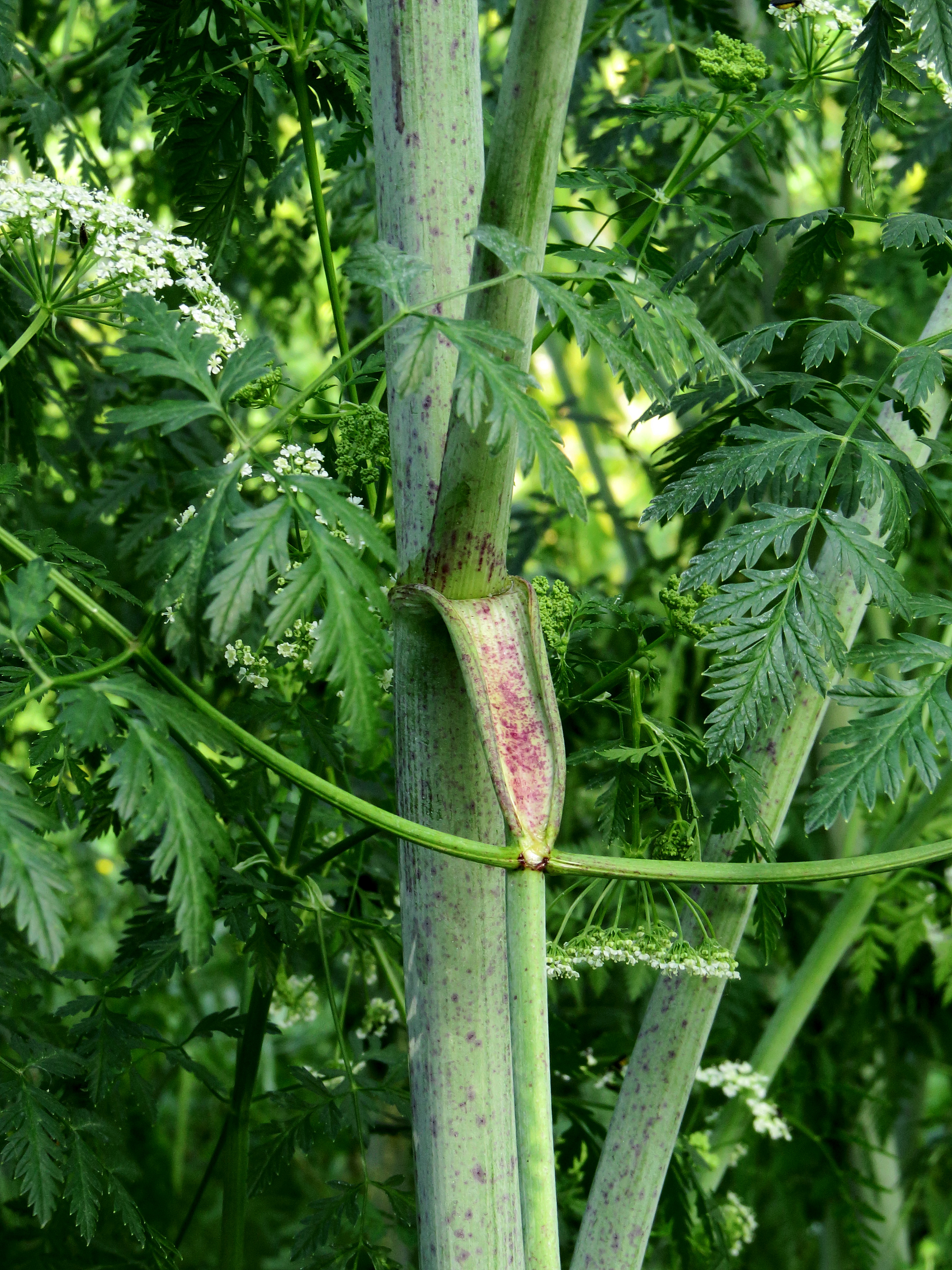
Łodyga

PokrójW pierwszym roku powstaje odziomkowa rozeta liści, w drugim pęd kwiatostanowy. Korzeń jest wrzecionowaty i biały lub żółtawobiały. Łodyga osiąga od 0,5 do 2,5 m wysokości (zwykle do 1,8 m), rozgałęziona w górnej części, jest owoszczona (sinawa), z czerwonawymi lub brudnofioletowymi plamami (zwłaszcza w dolnej części, ale też zdarzają się rośliny o łodydze całej zielonej i nieplamistej). Łodyga jest dęta, tylko w węzłach pełna, sztywna, wyprostowana, delikatnie żeberkowana (w górnej części wyraźniej).
LiścieOgonkowe, z wierzchu ciemnozielone, od spodu jaśniejsze, odziomkowe i łodygowe podobne, nagie, w zarysie trójkątne lub trójkątnie jajowate, 2–4-krotnie pierzaste, o głęboko wcinanych, jajowatych odcinkach. Poszczególne łatki są jajowato-lancetowate (zdarzają się formy o łatkach wąskich, nawet równowąskich), na wierzchołku z krótkim, białawym ostrzem. Dolne liście osiągają do 0,6 m długości i 0,4 m szerokości.
KwiatyZebrane w baldaszki, a te w liczbie 5–20 w baldachy złożone. Szypułki baldachów złożonych i baldaszków od wewnątrz są nieco szorstkie. Pokrywę tworzy 3–7 listków, jajowato lancetowatych i odwiniętych. Pokrywki w liczbie 3–7 wyrastają jednostronnie u nasady baldaszków, są jajowato lancetowate, wąsko obłonione, nagie i zrośnięte nasadami. Brzeg kielicha bez działek. Płatki korony białe odwrotnie sercowate, słabo wycięte, z łatkami zagiętymi do wnętrza kwiatu, do 1,5 mm długości i 1 mm szerokości.
OwoceZielonawoszare, po dojrzeniu żółtawe lub brązowe, okrągławe i jajowate rozłupnie do 3,5 mm długości, do 2 mm szerokości i ok. 1,3 mm grubości, rozpadające się na dwie rozłupki o jednym boku spłaszczonym. Owoce mają 5 pełnych, falisto karbowanych żeber bez smug; na szczycie ze spłaszczonym krążkiem miodnikowym i dwiema odgiętymi szyjkami słupka.
Gatunek podobnyPodobne wymagania siedliskowe i pokrój (wzniesiona, w górze rozgałęziona i czerwono nabiegła łodyga, liście silnie podzielone na wąskie łatki) ma świerząbek bulwiasty Chaerophyllum bulbosum. Różni się on bulwiasto zgrubiałym korzeniem, brakiem lub pojedynczymi listkami pokrywy oraz walcowatymi, niemal gładkimi (tylko delikatnie prążkowanymi) owocami.

## Ekologia
Roślina ruderalna – rośnie w ogrodach, na odłogach, przydrożach, przytorzach, rumowiskach i śmietniskach. Preferuje miejsca ocienione i wilgotne. W klasyfikacji zbiorowisk roślinnych gatunek charakterystyczny dla O. Artemisetalia, Ass. Lamio albi-Conietum.

## Rozwój
Roślina dwuletnia, hemikryptofit. Terminy kwitnienia i owocowania na różnych obszarach są odmienne w zależności od warunków klimatycznych. W Polsce kwitnie od czerwca do sierpnia, czasem do września. Owoce dojrzewają w sierpniu i wrześniu. 

## Fitochemia i właściwości toksyczne
Roślina cuchnąca, zapach określany jako podobny do zapachu myszy odczuwalny jest zwłaszcza w dni upalne oraz po roztarciu. 
Okoliczności zatrućRoślina trująca dla ludzi i wszystkich zwierząt gospodarskich dając podobne objawy zatrucia. Dawka śmiertelna dla koni wynosi ok. 2 kg rośliny, dla bydła ok. 4 kg, przy czym młode zwierzęta są bardziej wrażliwe niż dorosłe. Ze względu na odpychający zapach zwierzęta omijają tę roślinę i spożywają ją tylko, gdy są wygłodzone. W przypadku dorosłych ludzi dawka śmiertelna to 6–8 g liści. U ludzi dochodzi do zatruć zwykle z powodu pomylenia liści szczwołu z liśćmi pietruszki lub trybuli ogrodowej, korzeń bywa mylony z korzeniem chrzanu, pasternaku lub pietruszki, owoce bywają mylone z owocami anyżu i kopru włoskiego. Dochodziło do zatruć także w wyniku zażycia preparatu homeopatycznego niedostatecznie rozcieńczonego i spożycia mięsa ptaków, które spożywały duże ilości owoców szczwołu. W rzadkich przypadkach roślina ta służy do popełniania zabójstw lub samobójstw. W starożytności stosowany był do wykonywania wyroków sądowych i to najwyraźniej szczwół, a nie szalej jadowity został użyty do uśmiercenia Sokratesa.
Związki toksyczneZa właściwości trujące odpowiadają alkaloidy, pochodne pirydynowe, wśród których dominuje z udziałem ok. 90% koniina (2-propylopiperydyna). Najbardziej trująca jest γ-koniceina stanowiąca ok. 9% alkaloidów. Pozostałe występują nielicznie: konhydryna, metylokoniina oraz inne. Ziele zawiera także flawonoidy (diosminę), niewielkie ilości olejku eterycznego. Zawartość alkaloidów najwyższa jest w porze kwitnienia i dojrzewania owoców. W niedojrzałych owocach jest ich do 2%, a w dojrzałych do ok. 1%, w liściach do 0,4%, w kwiatach ok. 0,2%, w korzeniach i łodydze jest ich najmniej – poniżej 0,1%. Toksyczność rośliny jest większa w okresie chłodnej i deszczowej pogody. W miarę przechowywania i suszenia ziela zawartość alkaloidów i olejku spada, ale nie pozbawia to rośliny właściwości trujących.
Objawy zatruciaMałe dawki (do 0,15 g koniiny) powodują: pieczenie w ustach, ślinotok, drapanie w gardle, zaburzenia wzroku i słabość nóg. Przy większych dawkach następuje porażenie – do wymienionych objawów dochodzą: nudności, wymioty, bóle brzucha, obfita biegunka, drętwienie języka, zawroty głowy. Pojawiają się parestezje świadczące o porażeniu nerwów obwodowych, a w końcu objawy porażenia ośrodkowego i ruchowego zaczynając od dolnych części ciała – stóp, nóg, tułowia, ramion i twarzy z utratą mowy. Narasta duszność i pojawiają się często towarzyszące jej drgawki i sinica. Przy długo zachowywanej świadomości następuje zgon z powodu uduszenia po czasie od pół godziny do 5 godzin. Podobne objawy występują u zatrutych zwierząt – chwiejny chód, niedowład, utrudniony oddech i w końcu uduszenie.
LeczenieU zatrutych, u których nie nastąpiło jeszcze porażenie górnej połowy ciała, wywołuje się wymioty, poza tym wykonuje się płukanie żołądka i podaje środki na przeczyszczenie. Siły chorego należy oszczędzać, ciepło okryć i podawać mu tlen. Konieczne jest monitorowanie stanu i przy zaburzeniu oddychania stosować należy oddech zastępczy. Ponieważ stosowanie oddechu kontrolowanego może trwać przez kilka dni konieczne jest leczenie w sali intensywnej terapii. Rokowanie zależy od spożytej dawki i możliwości odpowiednio długiego utrzymania sztucznego oddechu.

## Zastosowanie
Kwitnące ziele wykorzystywane jest do wytwarzania preparatów stosowanych w homeopatii.